# Sophie Schröder
Sophie Schröder (Breslau, Prússia, 23 de febrer de 1781 - Múnic, Imperi Alemany, 25 de febrer de 1868) fou una actriu alemanya.
Filla de l'actor Gottfried Bürger i mare de la cantant Wilhelmine Schröder-Devrient, ja el 1793 sortí a l'escena amb força èxit amb el rol de Lina de l'òpera Das role Käppchen amb la companyia de Tylli, a Sant Petersburg, i el 1795 es casà amb a Reval amb l'actor Smets Stollsmers.
Per recomanació del dramaturg Kotzebue assolí el 1798 un càrrec en el Teatre de la Cort de Viena, però aviat es traslladà a Breslau, on fou contractada per l'òpera. Divorciada de Stollsmer, fou cridada el 1801, dedicant-se llavors al drama, en el qual brillà com a estrella de primera magnitud. El 1804 es tornà a casar amb el tenor Frederich Schröeder i va viure fins al 1813 a Hamburg.
Quan el mariscal Davout volgué internar-la a França, fugí d'allí i emprengué viatges artístics. Després actuà durant un any i mig a Praga i el 1815 fou contractada en el Teatre de la Cort de Viena. Després de la mort del seu segon marit va contraure noves núpcies amb l'actor Kunst, però aviat se'n separà; feu grans viatges artístics, el 1831 fou contractada pel teatre de la Cort de Múnic, més per la primavera de 1830, visqué des de llavors molt de temps a Augsburg i després altra volta a Múnic.
Sophie Schröder fou en el teatre alemany una de les primeres què, en oposició al realisme de l'escola d'Iffland s'orientaren vers un art més idealista; en lloc d'estricta naturalitat, si trobaven grandioses passions en la seva interpretació i en colorit de la seva dicció. Els seus papers més importants foren: Fedra, Medea, Lady Macbeth, Merope, Safo, Joana de Montfaucon i Isabel en la Novia de Messina.